# Crew Dragon Grace

Le Crew Dragon Grace (capsule Dragon C213) est le cinquième et dernier vaisseau de type Crew Dragon de SpaceX. Il effectue son premier vol en juin-juillet 2025,. Son nom a été choisi par son premier équipage.

## Historique des vols
| Vol n° | Mission                      | Patch | Lancement    | Retour          | Équipage                                                               | Résultat |
| ------ | ---------------------------- | ----- | ------------ | --------------- | ---------------------------------------------------------------------- | -------- |
| 1      | Axiom Space-4                |       | 25 juin 2025 | 15 juillet 2025 | Peggy Whitson Shubhanshu Shukla Sławosz Uznański-Wiśniewski Tibor Kapu | Succès   |
| 1      | Vol opérationnel vers l'ISS. |       |              |                 |                                                                        |          |